# هولوداو
هولوداو (بالصينية: 葫芦岛市 )‏ هي مدينة على مستوى محافظة، في جمهورية الصين الشعبية، تتبع لياونينغ، تبلغ مساحتها 10,375.2 كيلومتر مربع، رمزها البريدي هو 125000.

## مدن توأم
المدن التوأم:
- لاس فيغاس، نيفادا
- كيكيهار.

## التقسيمات الإدارية
- Lianshan District [الإنجليزية]‏
- Longgang District, Huludao [الإنجليزية]‏
- Nanpiao District [الإنجليزية]‏
- Suizhong County [الإنجليزية]‏
- Jianchang County [الإنجليزية]‏
- شينغتشينغ.